# 川添佳穂
川添 佳穂（かわぞえ かほ、1990年12月8日 - ）は、日本の元アナウンサー、元リポーター。朝日放送テレビ（ABCテレビ）の元アナウンサー。

## 来歴・人物
鹿児島県鹿児島市の出身で、鹿児島県立鶴丸高等学校を経て明治大学情報コミュニケーション学部へ進学。大学時代には、フリーアナウンサーの若林健治が主宰する『若林健治アナウンススクール』でアナウンス技術の研鑽を積むかたわら、2012年2月から半年にわたって『BSフジNEWS』の学生キャスターを務めた。その一方で、2011年の明治大学学園祭で開催された『Meiji Girl's Collection 2011』に出場しグランプリを獲得した。
大学卒業後の2014年に、アナウンサーとして朝日放送に入社した。同期のアナウンサーにはヒロド歩美が居り、入社後の7月にはヒロドと共に朝日放送テレビの全国ネット番組『速報!甲子園への道』のキャスターに起用された。同年10月からは、『おはよう朝日です』 の木曜日で、半年間にわたってコーナーキャスターを担当。朝日放送ラジオでも、『道上洋三の健康道場』（JRN10局ネット番組）の初代アシスタントや、『堀江政生のほりナビ!!』（2014年度ナイターオフ版）金曜日のアシスタントを務めた。
2015年3月30日からは、『キャスト』 の中継リポーターを担当。2016年10月3日からは、喜多ゆかりの産休に伴い、喜多が11年半にわたって務めてきた『おはよう朝日です』のアシスタントを引き継いだ。
2017年10月6日に、朝日放送のスポーツ部で勤務する3歳年上の局員との結婚を発表。
2018年には、平昌オリンピック期間中の後半（2月19日 - 25日）には、朝日放送代表のリポーターとして開催地の平昌へ派遣（前半には塚本麻里衣を派遣）。朝日放送テレビでは、『おはよう朝日です』平日版のアシスタントと並行しながら、7月5日から『ビーバップ!ハイヒール』 のアシスタント を最終回（2020年3月26日）まで務めた。『ビーバップ!ハイヒール』への出演は、先代（第2代）の「データガール」の大野聡美が、同年6月から報道部ニュースセンターの記者へ異動したことに伴う措置で、バラエティ番組へのレギュラー出演は入社後、初めてであった。
『おはよう朝日です』では、2020年10月改編での放送枠拡大・2部構成化を機に、同月5日から第1部（5:00 - 6:30）のMCへ起用された。女性によるレギュラーMCは番組42年の歴史で初めてであったが、MC起用後に体調を崩したため、12月7日（月曜日）より番組を休養。自宅療養によって体調は回復したものの、番組へ復帰しないまま、自身の希望によって2021年1月31日付で朝日放送テレビを退社した。
2021年5月22日からは、故郷・鹿児島県のテレビ局である南日本放送（MBC）のローカル情報番組『週刊1チャンネル』内のコーナー・「コレがキテる!チューモク」を担当した。

## 過去の出演・担当番組

### BSフジ（朝日放送テレビ入社前）
- BSフジNEWS（2012年2月 - 7月） - 女子大生キャスター22期

#### 朝日放送テレビ
- ABCニュース（不定期で担当）
- 速報!甲子園への道（2014年のみキャスターを担当）
- 全国高校野球選手権大会中継
  - 2014年と2016年に「燃えよ!ねったまアルプス」（アルプススタンドからの中継）リポーター、2017年と2018年に甲子園スタジオのキャスターを担当。
- キャスト（リポーター、2015年3月30日 - 2016年9月30日）
- おはよう朝日です（○アシスタント、2016年10月3日 - 2020年10月2日  ○第1部MC、2020年10月5日 - 2020年12月4日）
  - 岩本のアシスタントに起用される前にも、2014年10月2日から2015年3月26日まで、木曜日で「人気mono サキヨミEnter!」のキャスターを務めた。
  - 第1部のMCとしては、体調不良による休演に伴って、約2ヶ月間の出演にとどまった。休演期間中には、2020年内は武田和歌子、2021年から小西陸斗が、第1部のMCを代行した。川添が退社した2021年2月以降は、川添が当番組第1部のMCとして出演していた当時はアシスタントであった小西が、第1部のMCへ正式に昇格した。
- サンデーLIVE!!（中継リポーター、2017年10月15日）
- 虎バン追悼特別番組 ありがとう!星野仙一さん（2018年1月8日）
  - 星野仙一の死去（2018年1月4日）を受けて急遽編成され、『虎バン』のメインキャスター・高野純一と共に進行を担当。
- 探偵!ナイトスクープ（見習い秘書、2018年3月9日）
- ビーバップ!ハイヒール（第3代データガール、2018年7月5日 - 2020年3月26日）
  - 女性アナウンサー（八塚彩美→大野聡美）が代々引き継いできた「データガール」の最終担当者。

#### 朝日放送ラジオ
- ABCニュース（不定期で担当）
- 堀江政生のほりナビ!!（2014年度ナイターオフ版・金曜アシスタント、2014年10月 - 2015年3月20日）
- 道上洋三の健康道場（朝日放送制作・JRN10局ネット番組、アシスタント、2014年10月 - 2016年3月）
- ほろ酔い朝日です（2016年10月3日 - 2018年9月24日）
  - 『おはよう朝日です』のラジオ版に当たる番組で、同番組のアシスタント就任を機に出演を開始。

### その他のテレビ局
- 週刊1チャンネル（南日本放送） - リポーター。

### CM
- ABCハウジング（2018年2月 - 2020年）

### ドラマ
- 青空ふたたび（2019年、田沢先生 役）

### 映画
- 映画 プリキュアミラクルユニバース（2019年、ニュースキャスター 役〈声の出演〉）[11]
- 魔女見習いをさがして（2020年、高山祭屋台会館音声ガイド 役〈声の出演〉）